# Estats Units d'Europa
Els Estats Units d'Europa és el nom donat a un possible futur estat europeu que podria comprendre els territoris de l'actual Unió Europea.
En aquest supòsit, els Estats Units d'Europa es podrien convertir en la primera potència econòmica mundial, superant els Estats Units d'Amèrica i en el tercer estat més poblat del món, superat per la Xina i l'Índia.

## Història
La creació dels Estats Units d'Europa va ser proposada, per primera vegada al segle xix, per l'escriptor francès Victor Hugo. Els polítics de l'època no li van fer gaire cas.
Entrat el segle xx, els Estats Units d'Europa van tornar a donar de què parlar. Als anys 20 el moviment federalista va ser molt fort i rebia el suport d'estats com el francès, l'alemany o el britànic i, fins i tot, el setembre de 1929 es va manar fer un informe sobre la creació d'aquesta federació, però el crac (un mes després) i la posterior crisi econòmica van provocar el retorn al nacionalisme i l'arribada de Hitler al poder a Alemanya, la qual cosa dugué tot Europa a la Segona Guerra Mundial. Després de la guerra i la post-guerra es crearen les organitzacions precedents de l'actual Unió Europea i es tornà a la situació europeista que ara es viu al Vell Continent.

## Origen del nom
El terme Estats Units d'Europa va ser usat en reiterades ocasions per Victor Hugo, incloent-hi en un discurs al Congrés Internacional de la Pau que va tenir lloc a París en 1849 i després en l'Assemblea Nacional Francesa l'1 de març de 1871. Trotski va enarborar el lema «Per uns Estats Soviètics Units d'Europa» el 1923. Va ser, així mateix, el títol en 1931 d'un llibre del polític francès Édouard Herriot.

## Interpretació de la unificació europea
La frase Estats Units d'Europa identifica habitualment una federació. Aquesta propugna un sistema federal de govern similar al dels Estats Units d'Amèrica, on certes competències són transferides dels estats membres a una autoritat central de governació. Històricament, França ha estat la més forta defensora d'aquesta forma de govern per mantenir independència respecte de la força militar i financera dels EUA i de la desapareguda URSS.
El punt de vista alternatiu de la unificació europea ha estat el fet de pressionar per una Unió Europea com una confederació comercial i financera. Aquesta ha estat recolzada pel Regne Unit i els Estats Units.

## Personalitats federalistes

### Winston Churchill
El terme «Estats Units d'Europa» va ser utilitzat per Winston Churchill en un famós discurs pronunciat en 1946 a la Universitat de Zúric. Aquest discurs és freqüentment relacionat amb el començament del procés que va permetre la formació de la Unió Europea. Quan Churchill va fer aquest discurs no va visionar el Regne Unit a Europa. Creia que el destí britànic requeia en els Estats Units, l'imperi i la Commonwealth.
| « | (...) Hem de construir una espècie dels Estats Units d'Europa, i només d'aquesta manera centenars de milions de treballadors seran capaços de recuperar les senzilles alegries i esperances que fan que la vida mereixi la pena. El procés és senzill. Tot el que es necessita és el propòsit de centenars de milions d'homes i dones, de fer el bé en lloc de fer el mal i obtenir com recompensa benediccions en lloc de malediccions (...) | » |

### Guy Verhofstadt
Guy Verhofstadt, primer ministre belga, va escriure el llibre Verenigde Staten van Europa (Estats Units d'Europa) en el qual afirmava, segons els resultats d'una enquesta de l'Eurobaròmetre, que el ciutadà mitjà europeu volia més Europa. El llibre va ser presentat al novembre de 2005, després dels resultats negatius del Referèndum de la Constitució Europea a França i els Països Baixos.
Verhofstadt pensa que es podria crear una Europa federal entre aquells països que així ho desitgen. És a dir, crear un nucli federal que existiria dins de l'actual Unió Europea. Per a la creació d'aquesta unió política, es mostra partidari de seguir l'exemple americà en la Convenció de Filadèlfia de 1787. encara que no considera que els Estats Units d'Europa hagin de ser una còpia dels Estats Units d'Amèrica. Alhora, es mostra partidari que part dels imposats siguin recaptats per Europa i que es creu un exèrcit europeu

### Pasqual Maragall
Pasqual Maragall, expresident de la Generalitat de Catalunya va intentar la creació del Partit Català d'Europa, referent del Partit Demòcrata Europeu per anar fent camí en la construcció nacional i el federalisme europeu.

### Freddy Heineken
Freddy Heineken va escriure Eurotopia, un llibre on proposava que els Estats Units d'Europa es dividissin en 75 regions d'entre 5 i 10 milions d'habitants. Eurotopia té en compte les sensibilitats ètniques, per tal de minimitzar la fricció que la divisió podria suposar.